# Oberleitungsbus Krasnodon
| Oberleitungsbus Krasnodon                                    | Oberleitungsbus Krasnodon |
| ------------------------------------------------------------ | ------------------------- |
| ZiU-9 032 auf Linie 1 zwischen Krasnodon und Molodohwardijsk |                           |
|                                                              |                           |
|                                                              |                           |

Der Oberleitungsbus Krasnodon ist ein wichtiges öffentliches Verkehrsmittel sowohl innerhalb der ukrainischen Stadt Krasnodon als auch Verbindung zur Nachbarstadt Molodohwardijsk. Das Obusnetz von Krasnodon ist das am weitesten östlich gelegene in der Ukraine. Zwei Linien werden betrieben, die Länge der Oberleitung beträgt 36,6 Kilometer.

## Geschichte
1984 entstanden Pläne, Krasnodon und Molodohwardijsk mit dem nordwestlich von letzterem gelegenen Schacht Samsoniwska-Sachidna zu verbinden. Als erste Ausbaustufe sollte die Verbindung zwischen beiden Städten realisiert werden. 1986 begannen die Bauarbeiten, am 30. Dezember 1987 wurde der Obusbetrieb mit der Linie 1 aufgenommen. Die Strecke folgt der Hauptausdehnung von Krasnodon vom Südosten (wul. Tschkalowa) nach Norden im Verlauf der Fernverkehrsstraße M 04 und anschließend als Überlandlinie auf dieser Straße weiter nach Molodohwardijsk. In Molodohwardijsk wird eine große Schleife durchfahren, die mit einer Länge von etwa einem Kilometer einen großen Teil der Stadt umschließt. Eine innerstädtische Verkehrsaufgabe in Molodohwardijsk ist für den Obus nicht vorgesehen, da alle Haltestellen im Verlauf der Schleife liegen. Zwischen den beiden Städten befinden sich keine Haltestellen.
1988 wurde Linie 2 von der wul. Tschkalowa bis zur Zwischenschleife Promyslowa am nördlichen Stadtrand von Krasnodon in Betrieb genommen. 1990 wurde eine Zweigstrecke zum Kwartal Barakowa eröffnet. Von hier wurden Linie 3 nach Molodohwardijsk und Linie 4 zur wuiza Tschkalowa eingerichtet. Damit war der Ausbau des Netzes abgeschlossen, die ursprünglich beabsichtigte Anbindung des Schachts Samsoniwska-Sachidna wurde nicht realisiert. 1990 verkehrten somit folgende Linien:
1 wul. Tschkalowa–Molodohwardijsk
2 wul. Tschkalowa–Promyslowa
3 Kwartal Barakowa–Molodohwardijsk
4 wul. Tschkalowa–Kwartal Barakowa
Linie 2 wurde in den 1990er Jahren wieder eingestellt. Linie 3 wurde auf die Hauptverkehrszeit beschränkt und um 2010 ganz eingestellt. Sie wurde jedoch auch 2013 noch auf den Aushangfahrplänen mit wenigen Fahrten genannt.
Krasnodon befindet sich seit April 2014 durchgängig im Einflussgebiet der Volksrepublik Lugansk. Am 10. August 2014 wurde Obus 034 beim Zusammenstoß mit einem Panzer völlig zerstört, wobei der Fahrer des Obusses getötet wurde.

## Fahrzeugeinsatz
In Krasnodon kamen und kommen fast ausschließlich Obusse des sowjetischen Typs ZiU-9 (ZiU-682) zum Einsatz. Bereits 1986 wurden die ersten acht Obusse des ZiU-682V geliefert, sie erhielten die Nummern 001 bis 008. Alle nachfolgend gelieferten Fahrzeuge erhielten jeweils anschließende Nummern dieser Reihe. 1987 zur Betriebsaufnahme wurden weitere zwölf Obusse des gleichen Typs geliefert, 1988 nochmals zehn. Zur Netzerweiterung 1990 kamen zwei weite ZiU682V hinzu, 1991 zwei Obusse des damals neuen Untertyps ZiU-682G. 1993 erhielt Krasnodon einen der ersten Obusse des ukrainischen Typs JuMZ T2. Weitere Beschaffungen erfolgten nicht mehr. Nachdem bereits 1989 ein ZiU-9 ausgeschieden war, wurde der Bestand von 1994 bis 2005 um 19 ZiU-9 reduziert. Ebenfalls 2005 erhielten die ZiU-9 011 und 032 neue Wagenkästen und entsprechen seitdem dem Untertyp ZiU-682G-016. 2014 waren somit 15 Obusse im Einsatzbestand, darunter auch noch die Wagen 003 und 005 der Erstlieferung.
Im Dezember 2014 wurde ein Dnipro T103 beschafft, im April 2015 ein weiterer.

## Betrieb
2013 verkehrte Linie 1 alle 20 bis 30 Minuten, Linie 4 alle 10 Minuten mit regelmäßigen Lücken.

## Bilder

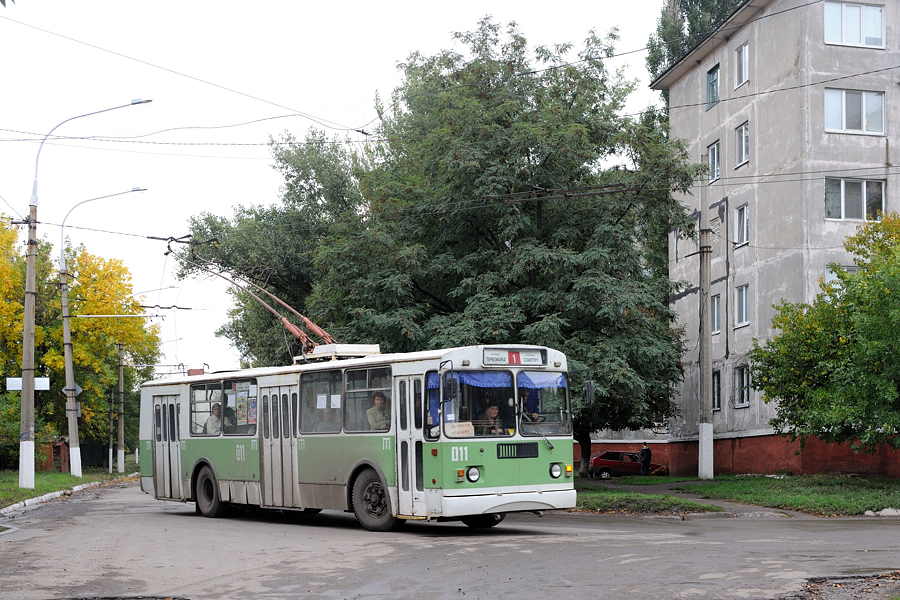
ZiU-9 011 auf Linie 1 in Molodohwardijsk (2013)

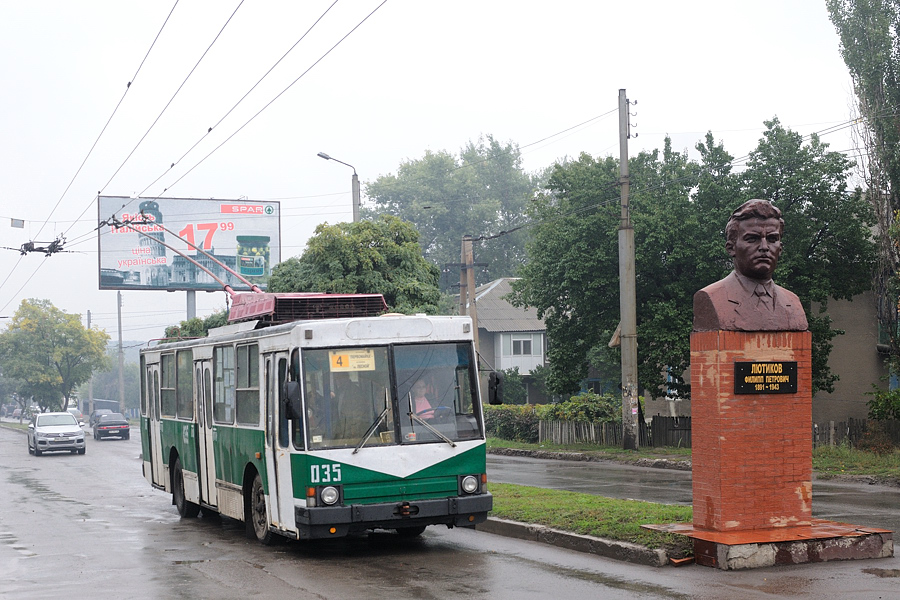
JuMZ T2 035 auf Linie 4 mit Denkmal für Filipp Ljutikow (2013)

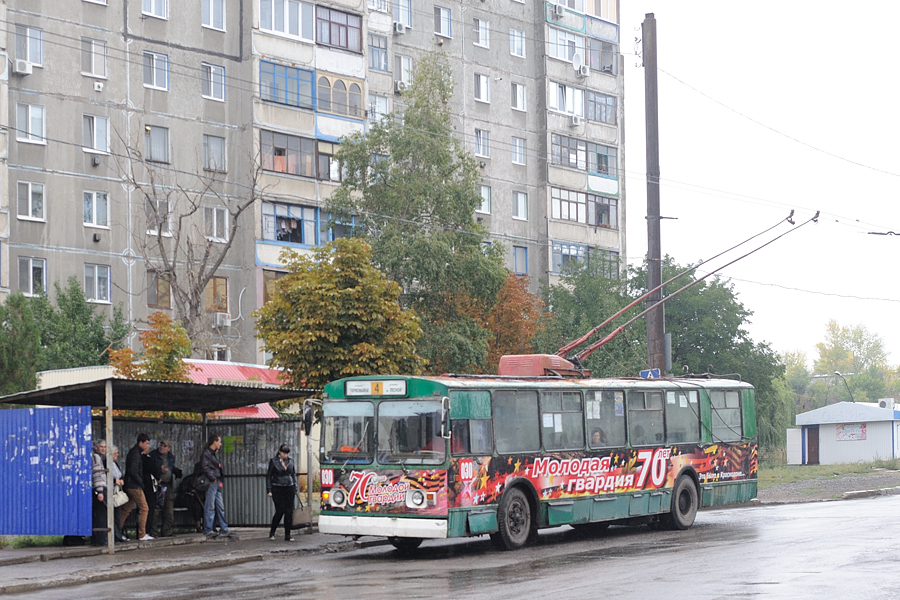
ZiU-9 030 mit Jubiläumsbeklebung zum 70. Jahrestag der Jungen Garde auf Linie 4 (2013)